# Quilpué (kommun)
Quilpue är en kommun i Chile.   Den ligger i provinsen Provincia de Marga Marga och regionen Región de Valparaíso, i den södra delen av landet, 70 km nordväst om huvudstaden Santiago de Chile.
I omgivningarna runt Quilpue växer huvudsakligen savannskog. Runt Quilpue är det ganska tätbefolkat, med 199 invånare per kvadratkilometer.